# Nephrotoma subeuryglossa
Nephrotoma subeuryglossa är en tvåvingeart som beskrevs av Alexander 1969. Nephrotoma subeuryglossa ingår i släktet Nephrotoma och familjen storharkrankar. Inga underarter finns listade i Catalogue of Life.